# Carl Theodor Welcker
Carl Theodor Georg Philipp Welcker, född den 29 mars 1790 i Oberofleiden, Ober-Hessen, död den 10 mars 1869 i Neuenheim vid Heidelberg, var en tysk publicist, politiker och statsrättslärare, bror till Friedrich Gottlieb Welcker, farbror till Hermann Welcker.
Welcker blev 1813 extra ordinarie professor i juridik i Giessen samt ordinarie professor i Kiel (1814), Heidelberg (1817), Bonn (1819) och Freiburg im Breisgau (1822–1832 och 1840–1841; 1832 och 1841 försatt ur tjänstgöring för sina politiska åsikter). Som medlem av lantdagen i storhertigdömet Baden (1831-50) och i pressen var han en av ledarna för den sydtyska demokratiska liberalismen och genomdrev 1832 tryckfrihet. Jämte Rotteck och Dettinger började han samma år utge tidningen "Der Freisinnige", den första censurfria tidningen i Baden. Men den tryckfrihet, som Welcker lyckats genomdriva, måste snart på förbundsdagens befallning återtagas. "Der Freisinnige" blev undertyckt, och Welcker och hans kollega Rotteck blev försatta ur tjänstgöring. Welcker och Rotteck utgav nu gemensamt Staatslexikon (15 band, 1834–1844; 3:e upplagan, i 14 band, 1856–1866), vilket mäktigt bidrog till de liberala åsikternas spridning. 
År 1848 blev Welcker medlem av det sjumannautskott, som förberedde det tyska "förparlamentets" sammankallande. Tillika utsågs han av badensiska regeringen till fullmäktig vid förbundsdagen. Sedermera tog han verksamt del i den tyska nationalförsamlingens arbeten. I augusti samma år sändes han av tyska centralstyrelsen i Frankfurt i ett diplomatiskt uppdrag till Sverige och i oktober till Österrike. Inom nationalförsamlingen tillhörde han högra centern och var den egentlige grundläggaren av det "stortyska" partiet. Men då den österrikiska helstaten proklamerats (mars 1849), föreslog han tyska kejsarkronans överlämnande åt kungen av Preussen. År 1850 drog han sig tillbaka till privatlivet. Utom "Staatslexikon" utgav Welcker bland annat Die letzten Gründe von Recht, Staat und Strafe (1813), Das innere und äussere System der natürlichen und römisch-christlich-germanischen Rechts-, Staats- und Gesetzgebungslehre (I, 1829) och Die vollkommene und ganze Pressfreiheit (1830). Mycket uppseende väckte hans offentliggörande av protokollen vid
Karlsbadskonferensen (1843).